# 송호중학교
송호중학교(松湖中學校)는 대한민국 경기도 안산시 단원구 고잔동에 있는 공립 중학교이다.

## 학교 연혁
- 2000년 1월 8일 : 송호중학교 설립인가(4학급)
- 2001년 3월 1일 : 초대 유도형 교장 취임
- 2001년 3월 5일 : 제1회 입학식 신입생 133명(3학급)
- 2003년 2월 14일 : 제1회 졸업식 졸업생 67명(2학급)
- 2022년 3월 1일 : 제8대 송재호 교장 취임
- 2023년 1월 5일 : 제21회 졸업식 238명(8학급) 졸업생 누계 7,578명
- 2023년 3월 2일 : 제23회 입학식 192명(7학급)

## 참고 자료
- 송호중학교 - 한국교육학술정보원 학교알리미